# Zygmunt Januszewski
Zygmunt Januszewski (ur. 17 lutego 1956 w Warszawie, zm. 12 września 2013) – polski grafik, rysownik i ilustrator.

## Życiorys

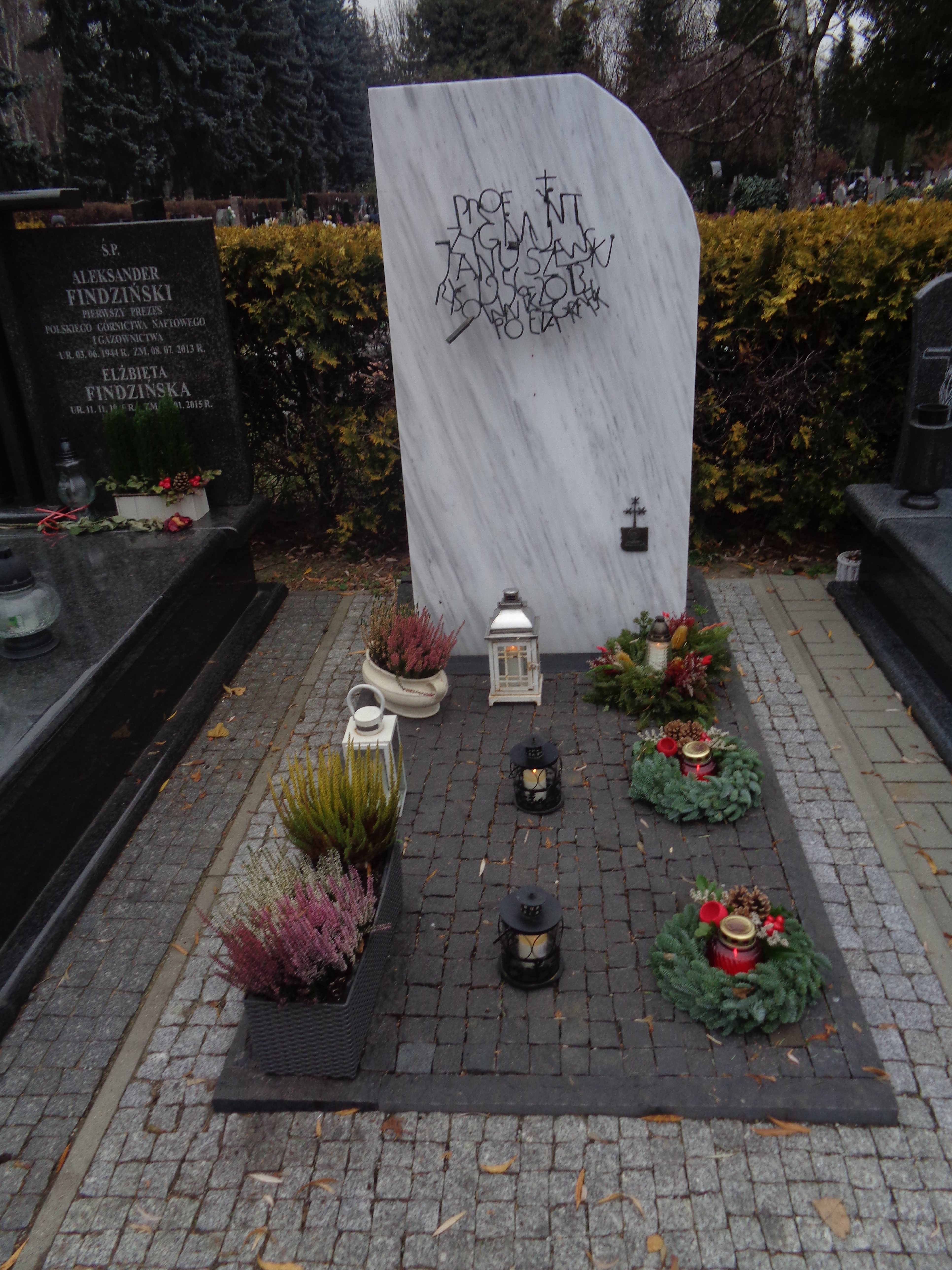
Grób artysty grafika Zygmunta Januszewskiego na Cmentarzu Wojskowym na Powązkach w Warszawie

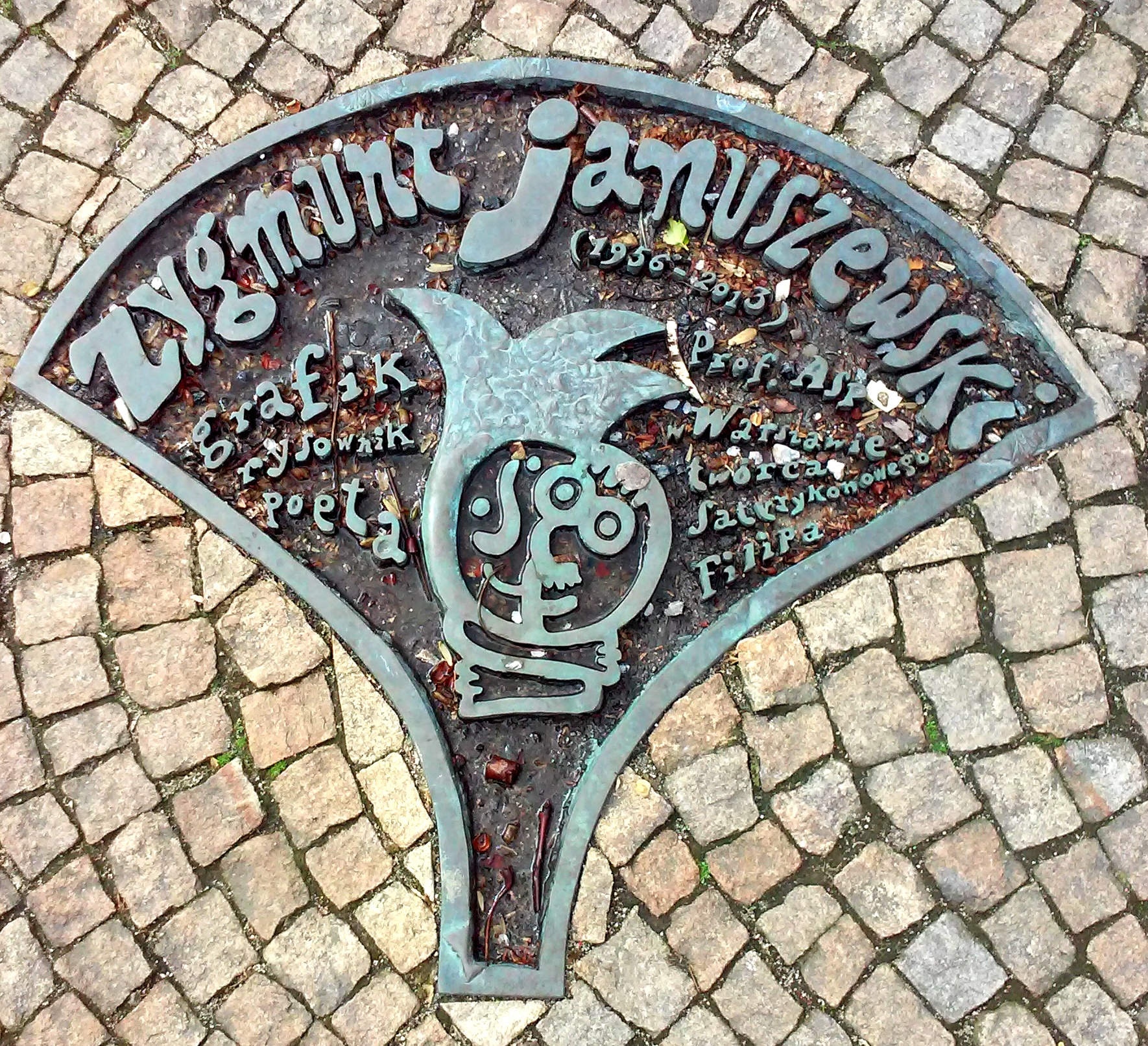
Legnica, Aleja Gwiazd Satyrykonu

Urodził się 17 lutego 1956 w Warszawie. Ukończył II Liceum Ogólnokształcące im. Stefana Batorego w Warszawie (1975). W latach 1976–1981 studiował na Wydziale Grafiki Akademii Sztuk Pięknych w Warszawie.  Był doktorem habilitowanym nauk o sztukach pięknych.
Od 2000 roku był wykładowcą w Internationale Sommerakademie für Bildende Kunst w Salzburgu, a od 2002 roku prowadził Pracownię Ilustracji w Akademii Sztuk Pięknych w Warszawie.
Był laureatem wielu nagród i wyróżnień, otrzymał między innymi: nagrodę stypendium Pierścienia Cesarskiego w Goslar, nagrodę za najpiękniejszą książkę roku przyznawana przez Fundację Książki we Frankfurcie nad Menem za „Die rote Spur”, nagrodę Victoria and Albert Museum Illustration Award 2003 za okładkę Witness dla „The Guardian Review”.
Jego rysunki były publikowane w takich wydawnictwach jak: „Der Standard”, „Die Presse”, „Literatur und Kritik”, „Danubius”, „Fremdsprache Deutsch”, „Süddeutsche Zeitung”, „Die Zeit”, „Die Welt”, „Neue Zürcher Zeitung”, „The Guardian”, „Gazeta Wyborcza”, „Polityka”, „Wprost”, „Rzeczpospolita”, „Couriere International” i „Le Monde”.
Zmarł w nocy z 11 na 12 września 2013 po długiej walce z chorobą nowotworową. Pochowany w Alei Zasłużonych na Cmentarzu Wojskowym na Powązkach w Warszawie (kwatera FIV-tuje-6).